# 1. Bundesliga Bogenschießen
Die 1. Bundesliga Bogenschießen ist die oberste Wettkampfklasse des Deutschen Schützenbundes im Mannschaftsbogenschießen mit dem Recurvebogen (andere Disziplinen des Bogensports werden vom DSB hier nicht berücksichtigt). Sie wurde erstmals 1997 ausgetragen.

## Klasseneinteilung

### 1. Bundesliga
Die 1. Bundesliga des DSB ist in eine Nord- und eine Südgruppe eingeteilt, die jeweils acht Mannschaften umfasst. Zum Ende der Saison im Februar steigen die jeweils Siebt- und Achtplatzierten der beiden Gruppen in die zweiten Bundesligen ab, die dortigen Erst- und Zweitplatzierten dafür in die 1. Bundesligen auf.

### 2. Bundesliga
Auch die 2. Bundesliga umfasst jeweils acht Mannschaften. Die jeweils Siebt- und Achtplatzierten der beiden Gruppen steigen in ihre jeweiligen Regionalligen ab. Die zwei Aufsteiger in die 2. Bundesliga Süd sind die Erstplatzierten aus den Regionalligen Süd und Südwest. Aus den drei Regionalligen Nord, Ost und West steigen die zwei Erstplatzierten mit der höchsten Satzdifferenz in die 2. Bundesliga Nord auf.

### Unterbau
Unterhalb der 2. Bundesliga gibt es fünf Regionalligen. Die drei Regionalligen Nord, Ost und West bilden den Unterbau der 2. Bundesliga Nord, für die 2. Bundesliga Süd sind dies die beiden Regionalligen Südwest und Süd. Darunter gibt es zahlreiche Landesligen, Bezirks-, Gau- und Verbandsligen.

## Wettkampfmodus
Die Saison der Bogen Bundesliga besteht aus vier Wettkampftagen, die über die Wintersaison zwischen November und Februar verteilt sind, sowie dem Finale um die deutsche Meisterschaft im Februar oder März. Ausgetragen werden die Wettkämpfe in Sporthallen. Im Rahmen eines dieser Wettkampftage finden Begegnungen (sogenannte Matche) zwischen allen acht Mannschaften statt, es sind somit sieben Matche für jedes Team zu bestreiten. Dementsprechend finden pro Wettkampftag insgesamt 28 Matche pro Nord- und Südliga statt. Um keiner Mannschaft einen taktischen Vorteil zu ermöglichen, treten die Mannschaften zeitgleich zu ihren Begegnungen an, so dass vier Matche parallel ausgefochten werden. Direkt vor jeder Begegnung sind pro Mannschaft jeweils drei Schützen zu nominieren, die das Match austragen. Ein Wechsel während einer laufenden Begegnung aus gesundheitlichen oder technischen Gründen ist nicht erlaubt.

### Satzsystem
In Deutschland wird eine Begegnung in Passen mit einer Dauer von 120 Sekunden ausgetragen, während welcher jeder Schütze zwei Pfeile abschießen muss. Erschwert wird dies dadurch, dass gleichzeitig immer nur ein Schütze seinen Schuss ausführen darf. Die Ziele befinden sich in einer Entfernung von 18 m und bestehen aus konzentrischen Kreisen mit einer Wertung von 6 bis 10 Ringen (Punkten) und einem Gesamtdurchmesser von 20 cm. Auf jeder Scheibe befinden sich sechs solcher Ziele, die in zwei Spalten zu je drei Zielen angeordnet sind. Nach der Passe darf in jedem Ziel höchstens ein Pfeil stecken. In einer Passe kann eine Mannschaft somit maximal 60 Ringe erreichen.
Seit der Saison 2014/15 wird im Recurvebereich in den Begegnungen nach dem Satzsystem (Set-System) geschossen, das dem System im Tennis ähnelt. Dabei bezeichnet ein Satz eine Passe. Nach jeder Passe werden die Ringe dieser einen Passe gezählt, den Satz gewonnen hat die Mannschaft mit der höheren Ringzahl. Sie erhält zwei Satzpunkte, bei einem Unentschieden (Ringgleichheit) erhält jedes Team einen Satzpunkt. Die Ringe gelten nur für diesen einen Satz. Das Match gewinnt die Mannschaft, die zuerst sechs Satzpunkte erreicht, das kann frühestens nach drei Sätzen der Fall sein. Diese Mannschaft erhält zwei Matchpunkte. Da maximal fünf Sätze je Match geschossen werden, ist auch ein 5:5 nach Satzpunkten möglich, somit endet das Match unentschieden und beide Mannschaften erhalten je einen Matchpunkt.
Die Tabelle sortiert sich nach den erreichten Matchpunkten und danach nach der Satzpunktdifferenz. Nach den vier Wettkampftagen einer Saison kann eine Mannschaft maximal 56 Matchpunkte erreichen, die maximale Satzpunktdifferenz liegt demnach bei +168.

### Beispiele
1) Gewinnt in einem Match Mannschaft A drei Sätze hintereinander gegen Mannschaft B, hat Mannschaft A nach diesen drei Sätzen 6:0 Satzpunkte und gewinnt somit das Match mit 2:0 Matchpunkten und einer Satzpunktdifferenz von +6.
2) Ein Match aus fünf Sätzen:
|                         | Ringe Satz 1 | Ringe Satz 2 | Ringe Satz 3 | Ringe Satz 4 | Ringe Satz 5 | Satzpunkte gesamt | Match- punkte |
| ----------------------- | ------------ | ------------ | ------------ | ------------ | ------------ | ----------------- | ------------- |
| Mannschaft A            | 51           | 54           | 49           | 51           | 56           | 3                 | 0             |
| Mannschaft B            | 44           | 55           | 49           | 53           | 57           | 7                 | 2             |
| Satzpunkte für den Satz | 2 : 0        | 0 : 2        | 1 : 1        | 0 : 2        | 0 : 2        |                   |               |

Mannschaft B gewinnt das Match mit 2:0 Matchpunkten, da sie zuerst sechs Satzpunkte erreicht hat. Aus den 7:3 Satzpunkten für Mannschaft B errechnet sich eine Satzpunktdifferenz von +4 für Mannschaft B. Entsprechend verliert Mannschaft A mit 0:2 Matchpunkten und einer Satzpunktdifferenz von −4. Die geschossenen Gesamtringe von Mannschaft A sind zwar mit 261 Ringen höher als die 258 Ringe von Mannschaft B, doch spielen nur die Ringe im Satz eine Rolle.

## Deutsche Meisterschaft
Die besten vier Mannschaften der Bundesligagruppe Nord und Süd nehmen an der Finalrunde um die deutsche Meisterschaft des DSB teil. Hier kämpfen in einer Gruppenphase jeweils der Erste und Dritte der einen Bundesligagruppe mit den Zweiten und Vierten der anderen Bundesligagruppe um den Einzug ins Halbfinale der besten vier. Der Finalsieger wird deutscher Mannschaftsmeister in der Hallensaison. Aktueller Rekordmeister mit fünf Titeln ist die Schützengilde Welzheim.
2016 wurde das Finale erstmals vom Deutschen Schützenbund selbst ausgerichtet. Es fand in Wiesbaden in der Halle am Platz der Deutschen Einheit statt und wird auch 2017 und 2018 dort ausgetragen.

## Finalergebnis

### Saison 2015/16
Die Finalplatzierungen der Bundesligasaison 2015/16 sehen wie folgt aus:
| Platzierung | Verein              | Landesverband                          | Ligazugehörigkeit |
| ----------- | ------------------- | -------------------------------------- | ----------------- |
| 1.          | BSC BB-Berlin       | Schützenverband Berlin-Brandenburg     | 1. BL Nord        |
| 2.          | Sherwood BSC Herne  | Westfälischer Schützenbund             | 1. BL Nord        |
| 3.          | BSG Ebersberg       | Bayerischer Sportschützenbund          | 1. BL Süd         |
| 4.          | SGI Welzheim        | Württembergischer Schützenverband      | 1. BL Süd         |
| 5.          | SV Querum           | Niedersächsischer Sportschützenverband | 1. BL Nord        |
| 5.          | SSG Vogel Östringen | Badischer Sportschützenverband         | 1. BL Süd         |
| 5.          | SV Dauelsen         | Niedersächsischer Sportschützenverband | 1. BL Nord        |
| 5.          | FSG Tacherting      | Bayerischer Sportschützenbund          | 1. BL Süd         |

### Saison 2016/17
Die Finalplatzierungen der Bundesligasaison 2016/17 sehen wie folgt aus:
| Platzierung | Verein                    | Landesverband                          | Ligazugehörigkeit |
| ----------- | ------------------------- | -------------------------------------- | ----------------- |
| 1.          | SV Dauelsen               | Niedersächsischer Sportschützenverband | 1. BL Nord        |
| 2.          | SV Querum                 | Niedersächsischer Sportschützenverband | 1. BL Nord        |
| 3.          | BSC BB-Berlin             | Schützenverband Berlin-Brandenburg     | 1. BL Nord        |
| 4.          | SGI Welzheim              | Württembergischer Schützenverband      | 1. BL Süd         |
| 5.          | Blankenfelder BS 08       | Schützenverband Berlin-Brandenburg     | 1. BL Nord        |
| 6.          | BSG Ebersberg             | Bayerischer Sportschützenbund          | 1. BL Süd         |
| 7.          | FSG Tacherting            | Bayerischer Sportschützenbund          | 1. BL Süd         |
| 8.          | BC Villingen-Schwenningen | Südbadischer Sportschützenverband      | 1. BL Süd         |

### Saison 2017/18
Die Finalplatzierungen der Bundesligasaison 2017/18

### Saison 2018/19
Die Finalplatzierungen der Bundesligasaison 2018/19 nach den Wettkämpfen am 23. Februar 2019 in Wiesbaden sehen wie folgt aus:
| Platzierung | Verein                    | Landesverband                          | Ligazugehörigkeit |
| ----------- | ------------------------- | -------------------------------------- | ----------------- |
| 1.          | BSG Ebersberg             | Bayerischer Sportschützenbund          | 1. BL Süd         |
| 2.          | FSG Tacherting            | Bayerischer Sportschützenbund          | 1. BL Süd         |
| 3.          | BC Villingen-Schwenningen | Südbadischer Sportschützenverband      | 1. BL Süd         |
| 4.          | SV Querum                 | Niedersächsischer Sportschützenverband | 1. BL Nord        |
| 5.          | SV GutsMuths Jena         | Thüringer Schützenbund                 | 1. BL Nord        |
| 5.          | BSC BB-Berlin             | Schützenverband Berlin-Brandenburg     | 1. BL Nord        |
| 5.          | SV Dauelsen               | Niedersächsischer Sportschützenverband | 1. BL Nord        |
| 5.          | SGI Welzheim              | Württembergischer Schützenverband      | 1. BL Süd         |

### Saison 2019/20
Die Finalplatzierungen der Bundesligasaison 2019/20 nach den Wettkämpfen am 29. Februar 2020 in Wiesbaden sehen wie folgt aus:
| Platzierung | Verein                    | Landesverband                          | Ligazugehörigkeit |
| ----------- | ------------------------- | -------------------------------------- | ----------------- |
| 1.          | BSG Ebersberg             | Bayerischer Sportschützenbund          | 1. BL Süd         |
| 2.          | BC Villingen-Schwenningen | Südbadischer Sportschützenverband      | 1. BL Süd         |
| 3.          | BSC BB-Berlin             | Schützenverband Berlin-Brandenburg     | 1. BL Nord        |
| 4.          | FSG Tacherting            | Bayerischer Sportschützenbund          | 1. BL Süd         |
| 5.          | Sherwood BSC Herne        | Westfälischer Schützenbund             | 1. BL Nord        |
| 5.          | SV Querum                 | Niedersächsischer Sportschützenverband | 1. BL Nord        |
| 5.          | SGI Welzheim              | Württembergischer Schützenverband      | 1. BL Süd         |
| 5.          | SV Dauelsen               | Niedersächsischer Sportschützenverband | 1. BL Nord        |

### Saison 2020/21
Die Finalrunde der Bundesligasaison 2020/21 war für den 20. Februar 2021 in Wiesbaden geplant, musste jedoch wegen der COVID-19-Pandemie in Deutschland abgesagt werden.

### Saison 2021/22
Die Finalplatzierungen der Bundesligasaison 2021/22 nach den Wettkämpfen am 19. Februar 2022 in Wiesbaden sehen wie folgt aus:
| Platzierung | Verein             | Landesverband                          | Ligazugehörigkeit |
| ----------- | ------------------ | -------------------------------------- | ----------------- |
| 1.          | FSG Tacherting     | Bayerischer Sportschützenbund          | 1. BL Süd         |
| 2.          | BSG Ebersberg      | Bayerischer Sportschützenbund          | 1. BL Süd         |
| 3.          | BSC BB-Berlin      | Schützenverband Berlin-Brandenburg     | 1. BL Nord        |
| 4.          | Sherwood BSC Herne | Westfälischer Schützenbund             | 1. BL Nord        |
| 5.          | SGI Welzheim       | Württembergischer Schützenverband      | 1. BL Süd         |
| 5.          | TS 1861 Bayreuth   | Bayerischer Sportschützenbund          | 1. BL Süd         |
| 5.          | SV Querum          | Niedersächsischer Sportschützenverband | 1. BL Nord        |
| 5.          | SV Dauelsen        | Niedersächsischer Sportschützenverband | 1. BL Nord        |

### Saison 2022/23
Die Finalplatzierungen der Bundesligasaison 2022/23 nach den Wettkämpfen am 25. Februar 2023 in Wiesbaden sehen wie folgt aus:
| Platzierung | Verein                    | Landesverband                          | Ligazugehörigkeit |
| ----------- | ------------------------- | -------------------------------------- | ----------------- |
| 1.          | BSG Ebersberg             | Bayerischer Sportschützenbund          | 1. BL Süd         |
| 2.          | SGI Welzheim              | Württembergischer Schützenverband      | 1. BL Süd         |
| 3.          | FSG Tacherting            | Bayerischer Sportschützenbund          | 1. BL Süd         |
| 4.          | Blankenfelder BS 08       | Schützenverband Berlin-Brandenburg     | 1. BL Nord        |
| 5.          | BSC BB-Berlin             | Schützenverband Berlin-Brandenburg     | 1. BL Nord        |
| 5.          | BC Villingen-Schwenningen | Südbadischer Sportschützenverband      | 1. BL Süd         |
| 5.          | Sherwood BSC Herne        | Westfälischer Schützenbund             | 1. BL Nord        |
| 5.          | SV Querum                 | Niedersächsischer Sportschützenverband | 1. BL Nord        |

### Saison 2023/24
Die Finalplatzierungen der Bundesligasaison 2023/24 nach den Wettkämpfen am 24. Februar 2024 in Wiesbaden sehen wie folgt aus:
| Platzierung | Verein             | Landesverband                          | Ligazugehörigkeit |
| ----------- | ------------------ | -------------------------------------- | ----------------- |
| 1.          | BSG Ebersberg      | Bayerischer Sportschützenbund          | 1. BL Süd         |
| 2.          | Sherwood BSC Herne | Westfälischer Schützenbund             | 1. BL Nord        |
| 3.          | SGI Welzheim       | Württembergischer Schützenverband      | 1. BL Süd         |
| 4.          | SV Querum          | Niedersächsischer Sportschützenverband | 1. BL Nord        |
| 5.          | TS 1861 Bayreuth   | Bayerischer Sportschützenbund          | 1. BL Süd         |
| 5.          | FSG Tacherting     | Bayerischer Sportschützenbund          | 1. BL Süd         |
| 5.          | BSC BB-Berlin      | Schützenverband Berlin-Brandenburg     | 1. BL Nord        |
| 5.          | SV Dauelsen        | Niedersächsischer Sportschützenverband | 1. BL Nord        |

### Saison 2024/25
Die Finalplatzierungen der Bundesligasaison 2024/25 nach den Wettkämpfen am 22. Februar 2025 in Wiesbaden sehen wie folgt aus:
| Platzierung | Verein             | Landesverband                          | Ligazugehörigkeit |
| ----------- | ------------------ | -------------------------------------- | ----------------- |
| 1.          | FSG Tacherting     | Bayerischer Sportschützenbund          | 1. BL Süd (1.)    |
| 2.          | Sherwood BSC Herne | Westfälischer Schützenbund             | 1. BL Nord (1.)   |
| 3.          | SV Dauelsen        | Niedersächsischer Sportschützenverband | 1. BL Nord (2.)   |
| 4.          | BSG Ebersberg      | Bayerischer Sportschützenbund          | 1. BL Süd (2.)    |
| 5.          | SGI Welzheim       | Württembergischer Schützenverband      | 1. BL Süd (3.)    |
| 6.          | TS 1861 Bayreuth   | Bayerischer Sportschützenbund          | 1. BL Süd (4.)    |
| 7.          | BSC BB-Berlin      | Schützenverband Berlin-Brandenburg     | 1. BL Nord (3.)   |
| 8.          | SV Querum          | Niedersächsischer Sportschützenverband | 1. BL Nord (4.)   |

Anmerkung: Die Ziffer hinter der Ligazugehörigkeit gibt den Platz in der Abschlusstabelle der Bundesliga an.

## Deutsche Meister seit Bestehen der Bundesliga
- 1997/98 Bergmann Borsig Berlin
- 1998/99 SGi Welzheim
- 1999/00 SGi Welzheim
- 2000/01 Bergmann Borsig Berlin
- 2001/02 FSG Tacherting
- 2002/03 SGi Welzheim
- 2003/04 FSG Tacherting
- 2004/05 BS Feucht
- 2005/06 BSC Laufdorf
- 2006/07 Bergmann Borsig Berlin
- 2007/08 FSG Tacherting
- 2008/09 SGi Welzheim
- 2009/10 SGi Welzheim
- 2010/11 Sherwood BSC Herne
- 2011/12 SV Querum
- 2012/13 SV Querum
- 2013/14 Sherwood BSC Herne
- 2014/15 SV Dauelsen
- 2015/16 BSC BB-Berlin
- 2016/17 SV Dauelsen
- 2017/18 BSC BB-Berlin
- 2018/19 BSG Ebersberg
- 2019/20 BSG Ebersberg
- 2020/21 kein Meister
- 2021/22 FSG Tacherting
- 2022/23 BSG Ebersberg
- 2023/24 BSG Ebersberg
- 2024/25 FSG Tacherting